# 마르쿠스 얄리우스 바수스

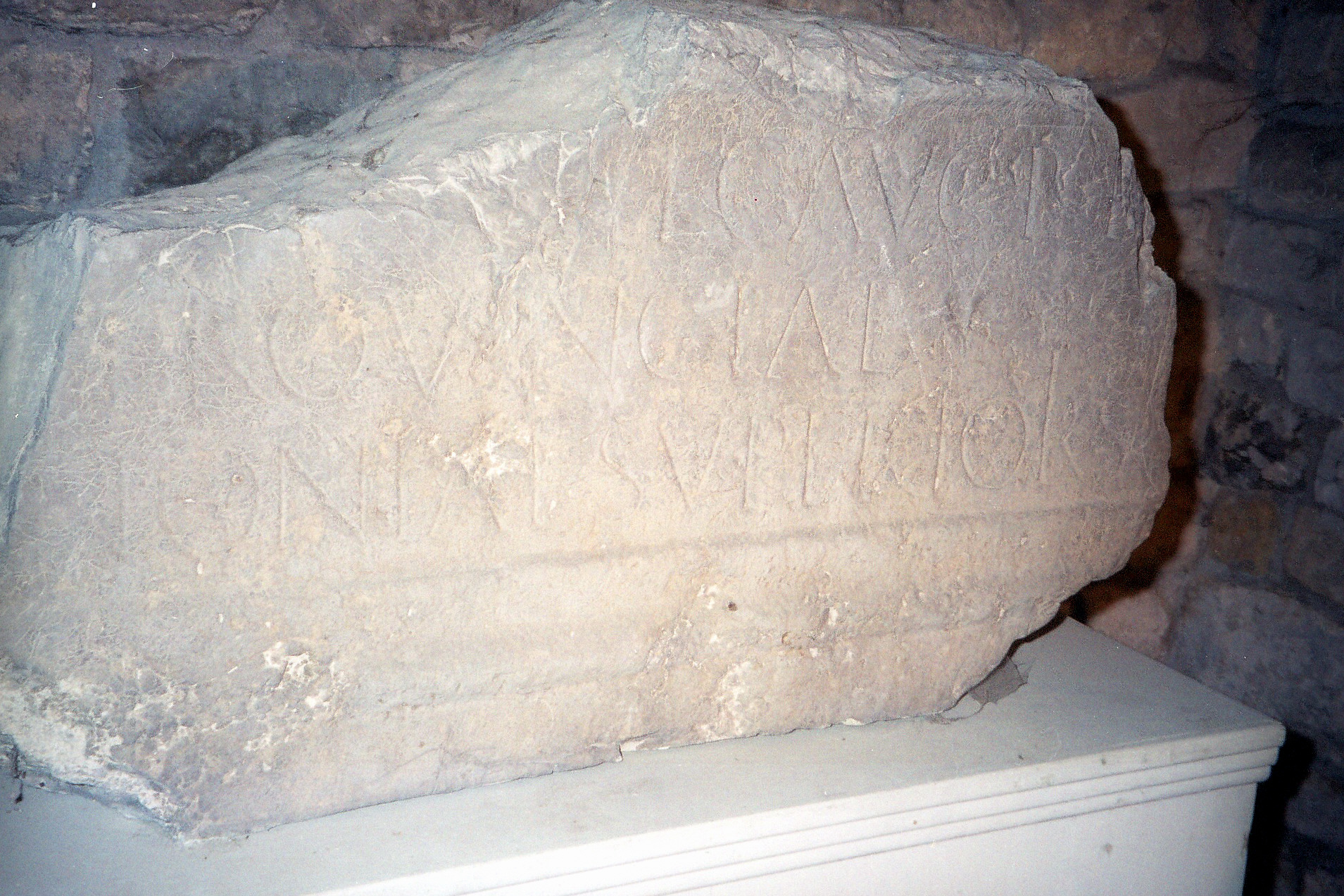
마르쿠스 얄리우스 바수스의 '쿠르수스 호노룸'을 전하는 금석문의 조각.

마르쿠스 얄리우스 바수스[Marcus Iallius (Jallius) Bassus]는 로마의 원로원 의원, 장군, 저술가로, 서기 2세기 중엽 동안 여러 중요 공직을 거쳤다. 그는 159년경 보좌 집정관이었다. 바수스는 금석문들을 통해 주로 알려져 있다. 정식 이름은 마르쿠스 얄리우스 바수스 파비우스 발레리아누스이었다.
바수스는 알바 헬비오룸(Alba Helviorum, 오늘날 주와이외즈 (아르데슈)) 출신으로, 이곳에서 그의 '쿠르수스 호노룸'을 기록한 금석문 2개가 발견되었다. 이 금석문들은 그의 아버지 이름이 '마르쿠스'임을 전하며, 알바 헬비로룸에 묻힌 마르쿠스 얄리우스 바수스가 그임을 시사해준다. 그는 158년에 집정관을 지낸 '퀸투스' 얄리우스 바수스와 밀접한 관계가 있을 것으로 추정된다.
바수스의 주요 경력은 '인테르 트리부니키오스'(inter tribunicios)로 선출되며 시작되었는데 해당 직은 호민관 직에 해당하였다. 법무관 직을 거친 뒤, 그는 '레가투스 레기오니스'(군단장)에 임명되었나, 군단의 이름이 비문에 남아 있지 않는데 알푈디 게저는 그의 군단장 시기를 153년에서 156년경으로 추정하고, 이 정체가 알려지지 않은 군단이 아디우트릭스 제1군단이나 게미나 제10군단이라 주장한다. 그런 다음에 바수스는 판노니아 인페리오르 총독을 맡았으며, 알푈디는 156년에서 159년으로 추측한다. 그 뒤에 집정관직이 있었다.
프로콘술(전직 집정관)로서 그는 프로콘술들이 평균적으로 맡았던 지위들의 수보다 많았다. 먼저 바수스는 '쿠라토르 오페룸 이오코룸쿠에 푸블리코룸 에트 아이디움 사크룸'(curator operum locorumque publicorum et aedium sacrum)을 맡았으며 알푈디는 161년으로 추측한다. 그런 다음에 그는 모이시아 인페리오르 총독으로 임명되었으며 알푈디는 162년에 이 직위를 맡았다고 보았다. 그 뒤 바수스는 파르티아 전쟁 기간 마르쿠스 아우렐리우스 황제의 핵심 조언자 집단의 일원인 '코메스'가 되었다. 이 전쟁이 마무리되며, 바수스는 판노이아 수페리오르 총독이 되었다. 알푈디는 이때 임기 기간을 166년부터 169년경이라 하였다.